# U-577
Unterseeboot 577 foi um submarino alemão do Tipo VIIC, pertencente a Kriegsmarine que atuou durante a Segunda Guerra Mundial.

## Comandantes
| Comandante                  | Data                                       |
| --------------------------- | ------------------------------------------ |
| KrvKpt. Herbert Schauenburg | 3 de julho de 1941 - 15 de janeiro de 1942 |

## Subordinação
Durante o seu tempo de serviço, esteve subordinado às seguintes flotilhas:
| Período                                       | Flotilha                                   |
| --------------------------------------------- | ------------------------------------------ |
| 3 de julho de 1941 - 1 de outubro de 1941     | 7. Unterseebootsflottille (treinamento)    |
| 1 de outubro de 1941 - 31 de dezembro de 1941 | 7. Unterseebootsflottille (serviço ativo)  |
| 1 de janeiro de 1942 - 15 de janeiro de 1942  | 29. Unterseebootsflottille (serviço ativo) |

## Operações conjuntas de ataque
O U-577 participou das seguinte operações de ataque combinado durante a sua carreira:
- Rudeltaktik Stosstrupp (30 de outubro de 1941 - 1 de novembro de 1941)
- Rudeltaktik Raubritter (1 de novembro de 1941 - 8 de novembro de 1941)
- Rudeltaktik Störtebecker (17 de novembro de 1941 - 22 de novembro de 1941)